# J. J. Calmon de Passos
José Joaquim Calmon de Passos (Salvador, 16 de maio de 1920 — Salvador, 18 de outubro de 2008) foi um jurista, advogado e professor brasileiro.

## Biografia
Nasceu em Salvador, em 16 de maio de 1920, em uma família de classe média. Perdeu o pai quando tinha 13 anos, e a mãe um ano depois. Sem amparo, teve de abandonar a escola e começar a trabalhar para sustentar a si e seus quatro irmãos, atuando como entregador e balconista. Aos 16 conseguiu retomar os estudos por intercessão de Isaías Alves, secretário de Educação da Bahia, que lhe abriu uma vaga no Colégio da Bahia. Concluindo o curso secundário, mudou-se para São José da Laje, em Alagoas, onde tinha parentes. Dali passou para o Recife, onde estudou Direito na Universidade Federal de Pernambuco, graduando-se em 1946 e mudando-se para Salvador. Nesta época casou com Elsa, e com ela teria os filhos Berta, Eridan e Emerson.
Atuou como advogado e em 1948 prestou concurso para promotor público, sendo lotado em Remanso, quando sua carreira começa a ganhar ímpeto, tornando-se professor (depois catedrático) de Direito Processual Civil na Faculdade de Direito e livre-docente da Faculdade de Ciências Econômicas da Universidade Federal da Bahia, coordenador do curso de especialização em Processo do Centro de Cultura Jurídica da Bahia, presidente da seccional baiana da Ordem dos Advogados do Brasil, procurador-geral de Justiça do Estado, e chefe do Ministério Público da Bahia de 1958 a 1959 e de 1964 a 1966.
Foi também membro da Academia de Letras Jurídicas da Bahia, do Instituto Brasileiro de Direito Processual, e do Conselho de Desenvolvimento Econômico e Social da Presidência da República. Foi um dos fundadores do Centro de Cultura Jurídica da Bahia.
Faleceu em Salvador em 18 de outubro de 2008, vitimado por um infarto.

## Obra
Calmon de Passos via o Direito como uma construção humana mutável e sujeita a falhas e manipulações, e por isso insistia na necessidade de fundamentar bem a ação e obedecer aos trâmites estabelecidos para o processo judicial, mas também entendia seu valor como uma ferramenta indispensável para a proteção do cidadão contra os abusos do poder político. Neste sentido, distinguia o acesso à Justiça do acesso ao Judiciário. Seu pensamento não se concentra na lei apenas, mas reflete sobre as repercussões das construções teóricas e da atuação das instituições jurídicas sobre a sociedade, tentando compreender as influências ideológicas e políticas existentes na prática judicial e denunciando seus vícios. Calmon de Passos sintetizou suas preocupações dizendo:
"O Direito tem a cara do poder (...). Toda a minha linha de pesquisa foi tentar desmistificar essa neutralidade do Direito, essa cientificidade do Direito, essa isenção do magistrado e tentar compreender o Direito em sua dimensão indissoluvelmente política. O Direito é o discurso do poder. Toda a minha vida profissional eu voltei para aprofundar essa pesquisa. [...] A minha visão de futuro é essa: nós somos uma geração ameaçada porque estamos diante de um mundo em que um paradigma está se desintegrando; mas, ao mesmo tempo, uma geração privilegiada, que estamos sendo desafiados a pensar o novo, portanto pensar o futuro".
Na interpretação de Costa & Costa, "apesar de ser um homem voltado para a prática, não se contentava com as respostas oferecidas pela cultura jurídica dominante. Para superar essa limitação, buscou auxílio na Filosofia de modo a compreender os problemas processuais além de suas próprias limitações". Em suas obras maduras se distanciou do pensamento jurídico hegemônico, e por isso se tornou personagem polêmico, passando a ser tratado como uma "ave rara, que discordava de tudo e de todos", e assim "não se travou um debate suficientemente amplo sobre suas ideias", e suas contribuições mais criativas "não modificaram nosso senso comum teórico e, infelizmente, permaneceram também alheias à nossa prática judicial".
Entre os seus principais livros estão:
- Da Jurisdição, 1957
- Comentários ao Código de Processo Civil, volume 3, 1974
- Mandado de segurança coletivo, mandado de injunção, habeas data: constituição e processo, 1989
- Inovações no Código de Processo Civil, 1995
- Direito, Poder, Justiça e Processo: julgando os que nos julgam, 1999
- Esboço de uma Teoria das Nulidades Aplicada às Nulidades Processuais, 2001
- Revisitando o Direito, o Poder, a Justiça e o Processo: Reflexões de um jurista que trafega na contramão, 2013
- A Ação no Direito Processual Civil Brasileiro, 2014

Entre os muitos artigos e ensaios que publicou, destacam-se:
- "Em torno das condições da ação – a possibilidade jurídica do pedido" (Revista de Direito Processual Civil, 1964)
- "O mandado de segurança contra atos jurisdicionais – tentativa de sistematização nos cinqüenta anos de sua existência" (Revista de Processo, 1984)
- "Instrumentalidade do Processo e devido processo legal" (Revista Síntese de Direito Civil e Processual Civil, 2000)

## Reconhecimento
Em 1997 recebeu o título de Professor Emérito da UFBA. Distinguido com a Medalha do Mérito do Ministério Público, no entanto faleceu antes da cerimônia de entrega. Seu obituário na Revista Consultor Jurídico o chamou de "um dos maiores pensadores do Direito brasileiro". Cezar Britto, presidente da OAB-Bahia, disse que "sua morte, aos 88 anos, o coloca no panteão do Direito em nosso país, ao lado dos maiores jurisconsultos, que elevaram a prática dessa ciência em nosso âmbito".
Segundo o procurador-geral de Justiça Lidivaldo Britto, Calmon de Passos "era um pensador, um crítico contundente, que emocionava plateias e que vai deixar um legado jurídico muito importante não só para estudiosos da área do processo civil como da área jurídica em geral". O Ministério Público da Bahia instituiu o Prêmio J. J. Calmon de Passos, para destacar "pessoas ou organizações nacionais ou estrangeiras que tenham prestado relevantes serviços à sociedade e à Instituição em defesa dos direitos humanos".
Em 2013 a OAB-Bahia organizou uma homenagem com vários palestrantes, 5 anos sem Calmon, quando foi lançado seu livro póstumo Revisitando o Direito, o Poder, a Justiça e o Processo, e sua filha Eridan Maria recebeu uma placa memorial. Em 2021 Antônio Carvalho Filho e Eduardo da Fonseca Costa organizaram um volume de estudos em sua homenagem, intitulado Direito, Processo e Garantia. Num dos artigos, Glauco Gumerato Ramos, presidente da seção brasileira do Instituto Pan-Americano de Direito Processual, o apresenta como o precursor dos estudos do garantismo processual no Brasil.
Segundo o pesquisador Marco Félix Jobim, "poucos são os processualistas que gozam de tanto prestígio como J. J. Calmon de Passos. Estudioso não só do Direito Processual, Calmon tem, em suas obras, pensamentos singulares que movimentam intensos debates. [...] Suas obras são leitura obrigatória, quer seja para concordar, criticar, ou meramente referir como forma de demonstração de uma pesquisa bem realizada academicamente. Quem trabalha, mesmo que atualmente, com o tema das invalidades processuais não pode deixar de citar sua consagrada obra sobre o tema das nulidades, assim como não se pode deixar de fazer referência em qualquer trabalho
sobre ação de sua tese reeditada recentemente sobre a temática".
Comentando sobre seu livro Revisitando o Direito, o Poder, a Justiça e o Processo, publicado postumamente, a pesquisadora Cláudia Nogueira Serpa disse que "sua escrita instiga-nos a pensar a realização do Direito, suas imbricações e seus permanentes desafios, sendo o texto absolutamente a-histórico e em consonância com os desafios da contemporaneidade. [...] Calmon sonhava com a emancipação humana e, para ele, não haveria emancipação sem a capacidade dos indivíduos de se situarem e atuarem politicamente. A lição do Mestre mostra-se cada dia mais vivaz e necessária, em um contexto onde 'é preciso estar atento e forte' para garantir que os bons passos dados pelo Direito não cedam às pressões e manobras típicas da nossa política".